# Vírus do Nilo Ocidental
O vírus do Nilo Ocidental é um  vírus ARN de fita simples que causa a febre do Nilo Ocidental. É membro da família Flaviviridae, mais especificamente do género Flavivirus, que também inclui o vírus zica, vírus da dengue e vírus da febre amarela. O vírus do Nilo Ocidental é geralmente transmitido pela picada de mosquitos do género Culex. O principal reservatório natural do vírus são aves.

## Virologia
Este vírus pertence à família dos flavivírus, e o seu genoma é de RNA simples de sentido positivo (pode ser usado diretamente como mRNA para a síntese proteica). Produz cerca de 10 proteínas, sendo sete constituintes do seu capsídeo, e é envolvido por envelope bilipídico. Multiplica-se no citoplasma e os vírions descendentes invaginam para o retículo endoplasmático da célula-hóspede, a partir do qual são expelidos por exocitose. Tem cerca de 50 nanómetros de diâmetro. Infecta principalmente os macrófagos.

## Transmissão
A propagação do vírus do Nilo Ociental é feita através de duas formas:
- Mosquitos infectados: Na maioria dos casos, o vírus do Nilo Ocidental é transmitido através da picada de um mosquito infectado. Os mosquitos são vetores do vírus, que infectaram-se ao picar pássaros com a doença. Os mosquitos infectados podem então transmitir o vírus a humanos e a outros animais que venham a picar.
- Transfusões, transplantes e de mãe para filho: Em pouquíssimos casos, o vírus do Nilo Ocidental pode também se propagar através de transfusões de sangue, transplante de órgãos, amamentação e até mesmo durante a gravidez de mãe para filho.

O vírus não se propaga através do contato casual, como tocar ou  beijar uma pessoa portadora do vírus.

## Epidemiologia

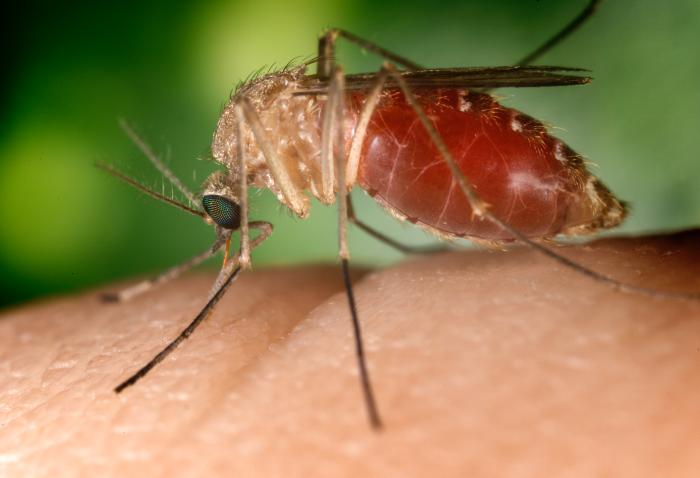
Fêmea de mosquito Culex após sugar sangue humano

É transmitido por mosquitos do género Culex, em climas ou estações quentes. Existe endemicamente em África, incluindo Uganda, onde nasce o rio Nilo e Ásia tropical ou mediterrânica. Nos EUA o vírus surgiu em 1999, e vem provocando diversas mortes, especialmente no verão quente da cidade de Nova Iorque. Os especialistas acreditam que o Vírus do Nilo Ocidental é estabelecido como uma epidemia sazonal na América do Norte que irrompe no verão e continua até o outono. Em Portugal, surgiu pela primeira vez no Algarve, no ano de 2004. Não se sabe ainda se o vírus conseguiu estabelecer-se com sucesso nessa região do sul de Portugal, mas, ainda que não tenha, é possível que o faça no futuro. No Brasil o primeiro caso foi confirmado em dezembro de 2014, em um agricultor do interior do Piauí. Já o segundo caso, também no Piauí, foi confirmado em fevereiro de 2019, em uma mulher que foi internada no Hospital Universitário de Teresina em 2018, recebendo alta sem sequelas.
Há pássaros que servem de reservatório para o vírus e são especialmente importantes para a sua sobrevivência em climas com invernos frios sem mosquitos (como o de Nova Iorque e mesmo do Algarve). Os  humanos não têm viremia suficientemente prolongada para servirem de reservatório significativo  e são sempre infectados por pássaros, via mosquito mediador.